# Vordingborg
Vordingborg települése Dániában, a Sjælland sziget legdélebbi részén fekszik. A város a Vordingborg község központja. A város 92 km-re fekszik Koppenhágától.

## Történelem
A város erőd körül alakult ki, amit a svédek és a vendek ellen építtetett 1157-ben I. Valdemár dán király. A település jelentős fejlődésen ment át, miután 1870-ben rákapcsolták a Koppenhága felé tartó vasútvonalakra. 2007. január 1-én a közigazgatási reform keretében a régi Vordingborg összeolvadt Præstø, Langebæk és Møn települések önkormányzatával, akikkel így egy községet alkotnak.

## Népesség

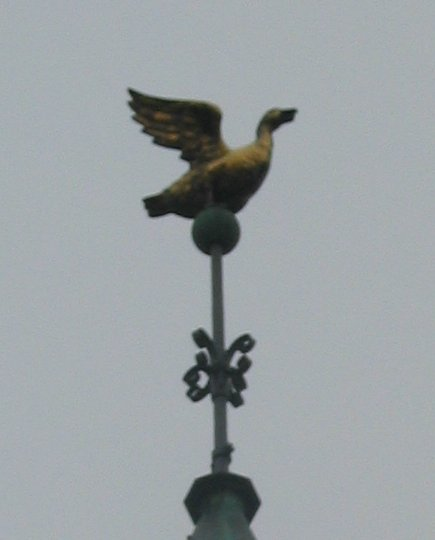
A Lúdtorony (Gåsetårnet) aranylúdja

A városmagnak 11 747 lakosa van. Az 1, 3 és 5 km-re a város határától fekvő régi falvak, Nyråd, Ørslev és Stensved területén további 5859 fő él. A 2007-ben kialakított közös önkormányzat területén 45 295 fő él (2014).

## Látnivalók
A leghíresebb látványosság az 1364 körül épült vordingborgi vár. A vár egyetlen fennmaradt része, a 26 méter magas Lúdtorony (Gåsetårnet) a város jelképe. A név abból a legendából ered, mely szerint egy aranytojó lúd ült a torony tetején, amit IV. Valdemár dán király használt szimbólumként a Hanza-szövetség gúnyolására. A jelenlegi aranylúd 1871-ben került oda, előtte talán egy arany szélkakas díszítette az épületet. A torony 1808 december 24-én az első védett műemlék lett Dániában. A romoknál történeti kert is található. A városban található a Dél-Zélandi Múzeum (Sydsjællands Múzeum). A település minden év júliusában rendezi meg a Vordingborgi Fesztiválheteket (Vordingborg Festuge). A vordingborgi adó egyike Dánia legmagasabb tornyainak. A dán hadsereg laktanyát tart fenn a város szélén (dánul: Vordingborg Kaserne) a Danish International Logistical Center (DANILOG) ezred számára.

## Testvérvárosai
| Település   | Ország        |
| ----------- | ------------- |
| Hamina      | Finnország    |
| Nurmes      | Finnország    |
| Rantasalmi  | Finnország    |
| Benxi       | Kína          |
| Banzkow     | Németország   |
| Goldenstädt | Németország   |
| Ratekau     | Németország   |
| Uetze       | Németország   |
| Słupsk      | Lengyelország |
| Zukowo      | Lengyelország |
| Nordre Land | Norvégia      |
| Røros       | Norvégia      |
| Volda       | Norvégia      |
| Ørsta       | Norvégia      |
| Falun       | Svédország    |
| Laholm      | Svédország    |
| Tomelilla   | Svédország    |

## Híres emberek
- Peter Andreas Heiberg (1758 – 1841) író, filológus
- Meir Aron Goldschmidt (1819 –) társadalomkritikus
- Morten Olsen (1949 –) egykori labdarúgó, jelenleg a dán labdarúgó-válogatott edzője
- Anders Trentemøller lemezlovas
- Jesper D. Jensen bokszoló
- Mads Tunebjerg basszusgitáros
- Rasmus Kofoed a világ legjobb séfje (Bocuse d'Or 2011)

## Galéria

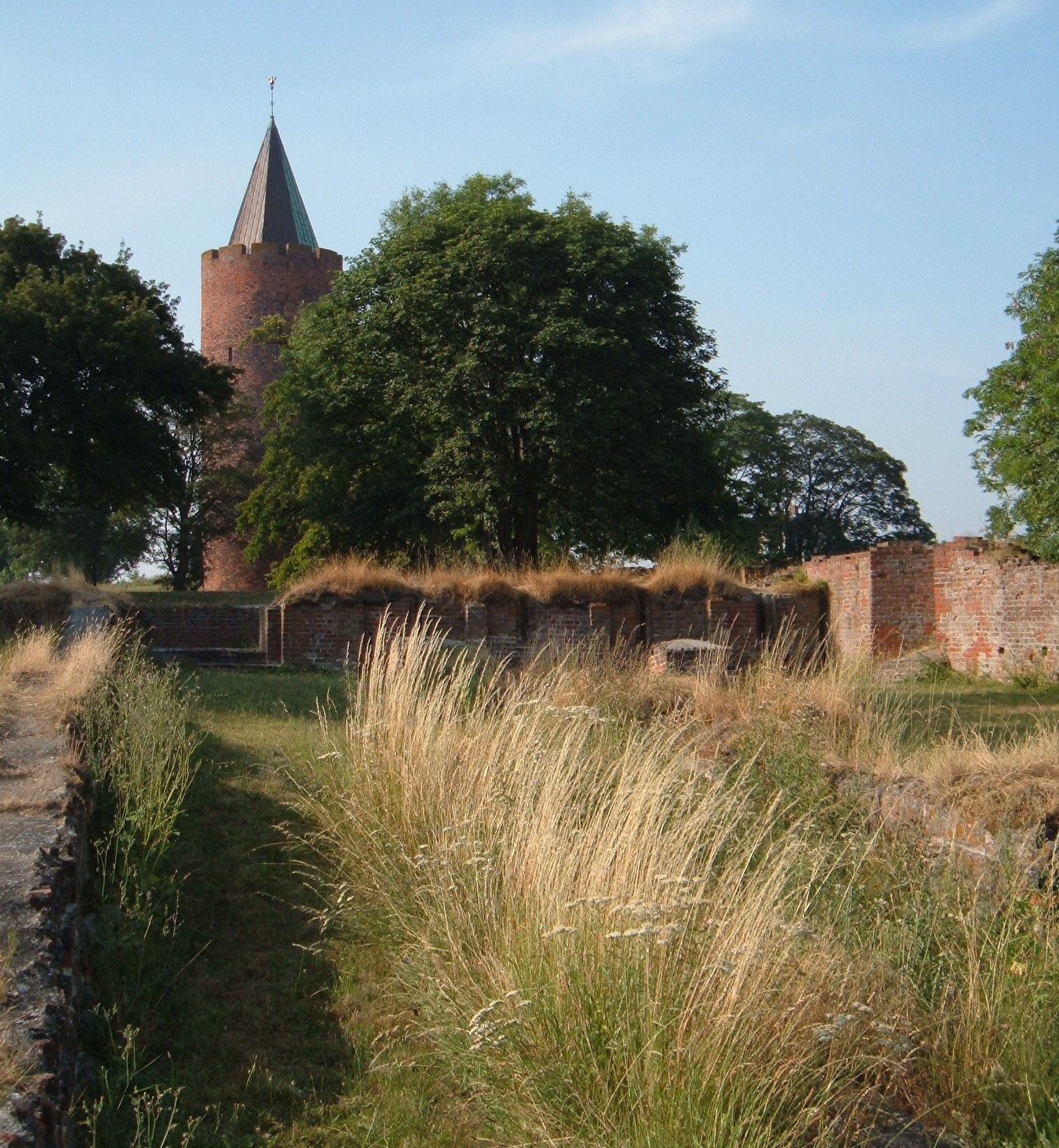
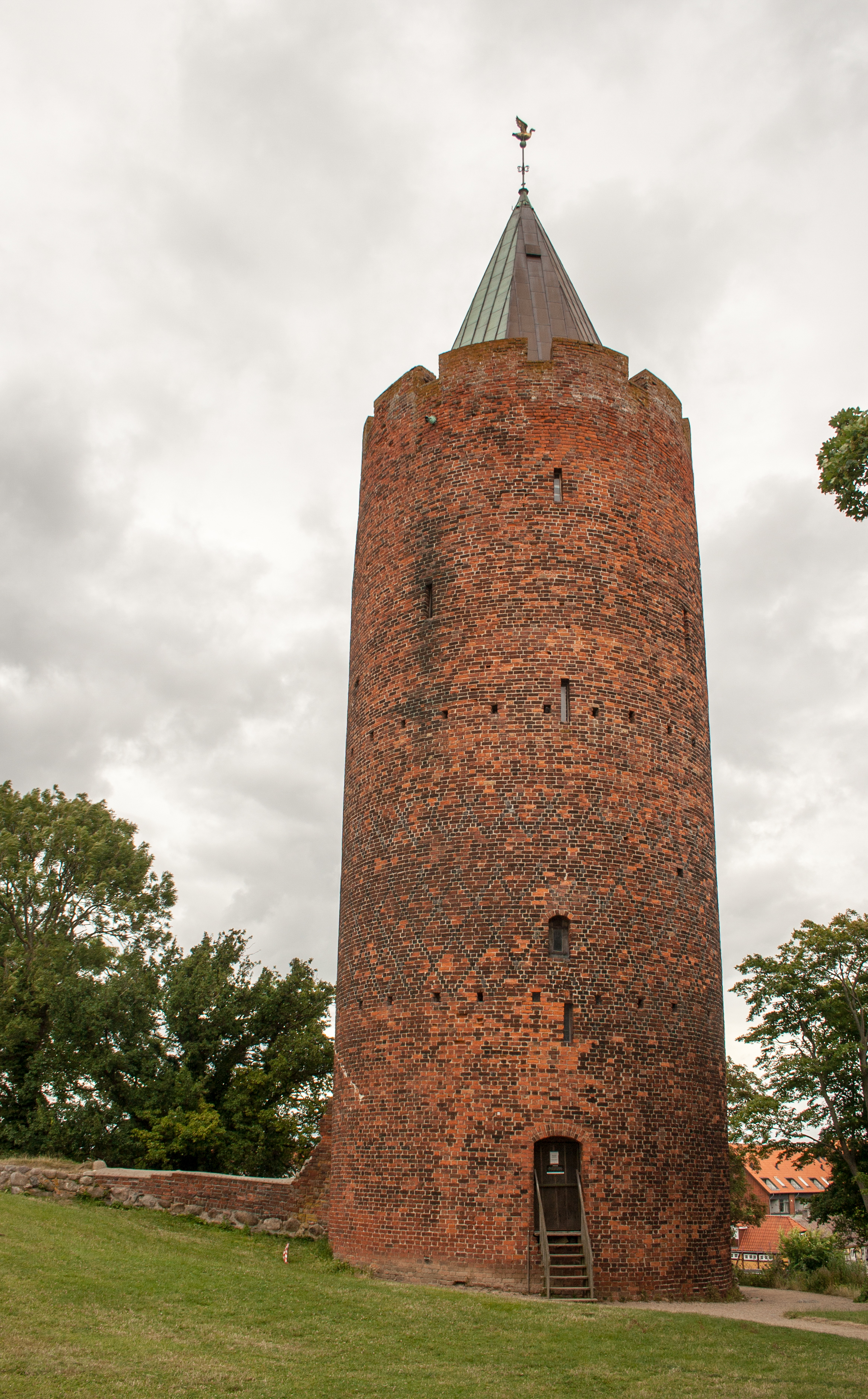
A Lúd-torony
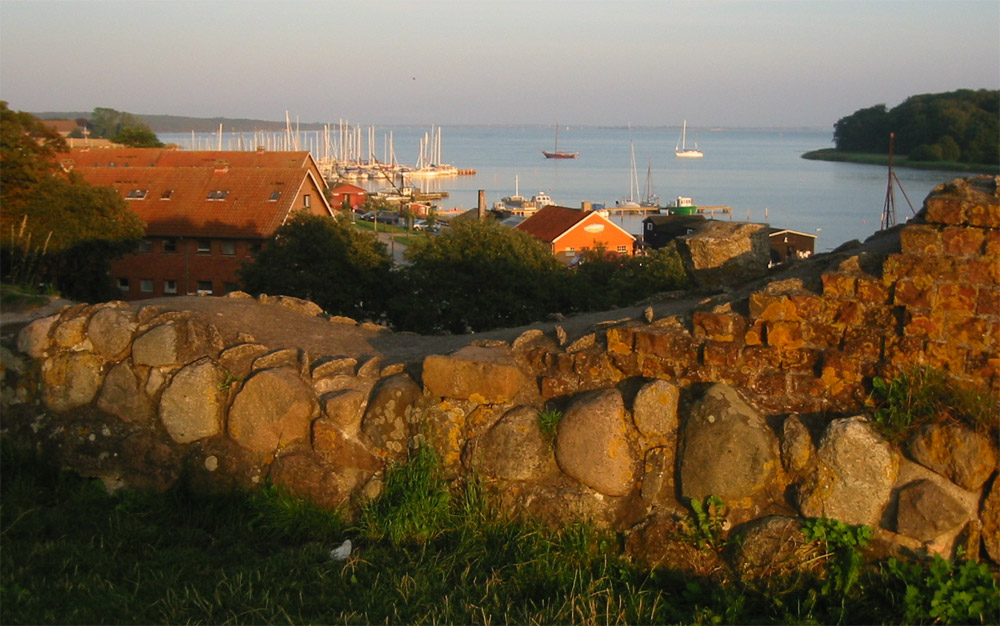
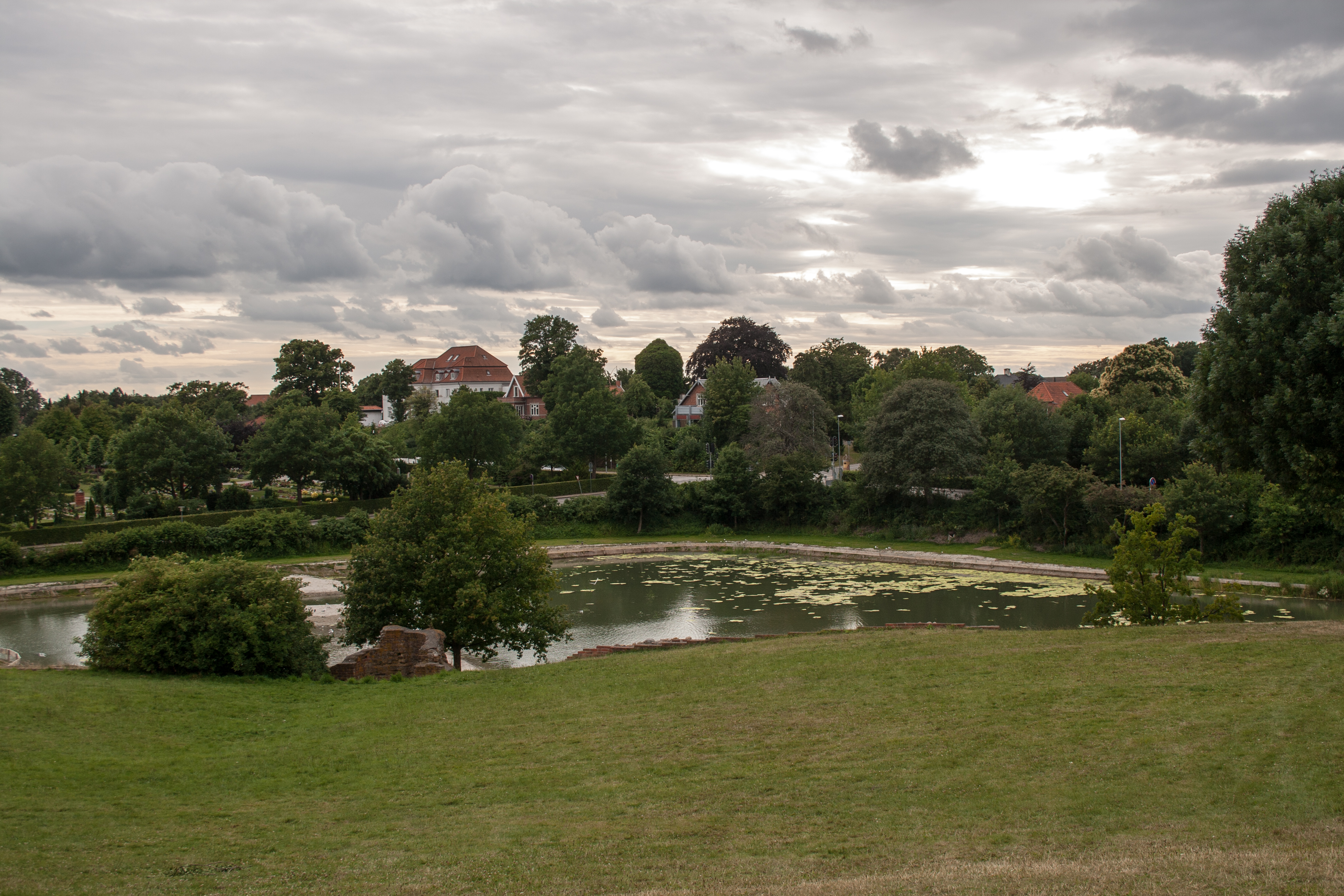
Kilátás a vordingborgi vár dombjáról

## Fordítás
- Ez a szócikk részben vagy egészben  a   Vordingborg című angol Wikipédia-szócikk ezen változatának fordításán alapul.  Az eredeti cikk szerkesztőit annak laptörténete sorolja fel. Ez a jelzés csupán a megfogalmazás eredetét és a szerzői jogokat jelzi, nem szolgál a cikkben szereplő információk forrásmegjelöléseként.
- Ez a szócikk részben vagy egészben  a   Vordingborg című dán Wikipédia-szócikk ezen változatának fordításán alapul.  Az eredeti cikk szerkesztőit annak laptörténete sorolja fel. Ez a jelzés csupán a megfogalmazás eredetét és a szerzői jogokat jelzi, nem szolgál a cikkben szereplő információk forrásmegjelöléseként.